# J. Thomas Heflin
J. Thomas Heflin (Louina, 1869. április 9. – LaFayette, 1951. április 22.) az Amerikai Egyesült Államok szenátora (Alabama, 1920–1931).